# Joseph M'Bouroukounda
Joseph M'Bouroukounda est un boxeur gabonais né le 7 septembre 1938 à Omboué sur la lagune Fernan Vaz, et mort le 25 septembre 2017 à Libreville.

## Carrière
Joseph M'Bouroukounda obtient la médaille de bronze dans la catégorie des poids plumes aux Jeux africains de 1965 à Brazzaville.
Il est le premier Gabonais participant à des Jeux olympiques, lors des Jeux olympiques d'été de 1972 à Munich où il est éliminé dès le premier tour dans la catégorie des poids plumes.
Il devient ensuite entraîneur de boxe, et président de la Fédération gabonaise de boxe de 1975 à 1978 et en 1985. Il est également professeur d'art à Libreville.